# Bukowiec
Bukowiec è un comune rurale polacco del distretto di Świecie, nel voivodato della Cuiavia-Pomerania.
Ricopre una superficie di 111 km² e nel 2004 contava 5 110 abitanti.